# Exocelina punctipennis
Exocelina punctipennis es una especie de escarabajo del género Exocelina, familia Dytiscidae. Fue descrita científicamente por Lea en 1899.

## Distribución geográfica
Habita en Australia.